# Túpolev Tu-123
El Túpolev Tu-123, també conegut com a Yastreb-1 o DBR-1, va ser el primer dron de reconeixement de llarg abast supersònic de la Unió Soviètica. Es va dissenyar a partir d'un míssil de creuer de la dècada dels 50, el Tu-121, per recollir informació estratègica durant la Guerra Freda.
El DBR-1 es llançava des d'un camió, sense necessitar infraestructura, i explorava seguint una ruta programada. Un cop fet el reconeixement retornava cap a territori aliat, a on s'ejectava el morro reutilitzable amb la informació i s'estavellava la resta de l'aparell. El fuselatge estava impulsat per un turboreactor Tumanskiy KR15-300, que li permetia assolir una velocitat de 2.700 km/h i alçades de fins a 23 km. Des d'aquesta altura podia fer fotografies de grans extensions, localitzant forces enemigues, passant desapercebut.
Introduït el 1964, els Yastreb-1 eren operats per la Força Aèria Soviètica i dirigits pel GRU. Tot i que les missions que van dur a terme són desconegudes, s'especula que van ser capaços d'espiar la Xina i diferents estats de l'OTAN. Finalment, el Tu-123 es va retirar a principis dels 80, ja que els MiG-25 eren capaços de dur a terme missions similars, a més a més d'ofensives, i el cost era molt menor, ja que el vehicle es podia fer servir múltiples vegades.

## Desenvolupament
Després de la Segona Guerra Mundial les fàbriques aeronàutiques soviètiques van començar una ràpida transició per satisfer les necessitats en temps de pau. Tot i això, el Kremlin va continuar fomentant el desenvolupament de noves armes aprofitant la recerca dels científics alemanys: motors de reacció, coets, míssils terra-aire, radars... Aquestes investigacions també van ser esperonades per les missions de reconeixement d'avions espia de la Força aèria dels Estats Units, que l'any 1952 van dur a terme 34 incursions sobre ciutats com Leningrad, Kíev i Moscou.
Per provar els nous míssils antiaeris els soviètics van usar diferents mètodes, sovint fent servir avions tripulats per arrossegar simples blancs fets d'alumini i tela. Aquesta solució era perillosa pels pilots, ja que els míssils de vegades atacaven l'avió en comptes del blanc. La resposta dels dissenyadors soviètics va ser començar a desenvolupar vehicles no tripulats, que a més a més tenien un senyal de calor i radar més semblant al dels objectius reals. Originalment, aquests drons eren conversions d'avions desfasats, però adaptar cada model era difícil. Per això va sorgir la idea de crear un vehicle aeri no tripulat estàndard per fer de blanc.
A principis de la dècada dels 50 van aparèixer els primers drons per servir de blanc, pensats per ser produïts en massa, però aviat els seguirien els models de reconeixement. El buró de Túpolev, OKB-156, era una de les oficines encarregades de dissenyar aquests drons. A més a més, l'any 1957 també van començar el desenvolupament d'un míssil de creuer supersònic, que es va designar izdeliye S, o Tu-121. El projecte era prometedor, però el Kremlin va decidir cancel·lar-lo l'any 1960, ja que va decidir donar preferència als míssils balístics de mitjà abast.
Només sis mesos després de cancel·lar l'izdeliye S, el 16 d'agost del 1960, el consell de ministres soviètic va tirar endavant la directiva núm.900-376, que estipulava que el buró de Túpolev havia de començar el desenvolupament d'un dron de reconeixement de llarg abast. Tot i que Alexei A. Tupolev va ser el supervisor del disseny, molts altres enginyers destacables van participar en el projecte: Valentin I. Bliznyuk, V. P. Nikolayev, B. N. Grozdov i A. V. Nadashkevich. El nou projecte va aprofitar el fuselatge i el motor del Tu-121, i s'hi van afegir sistemes electrònics i de fotografia. Gràcies a això, els vols de prova van començar molt ràpidament, el tercer trimestre del 1960, només dos mesos després de rebre la directiva. Les proves per ser acceptat per la Força Aèria Soviètica es van programar per un any després. La directiva també especificava que el nou model es fabricaria a la planta núm.64, a Voronezh. L'any 1960 la fàbrica núm.64 estava massa ocupada fabricant un interceptor pesant, el Tu-128, i per aquest motiu els quatre primers prototips es van produir a la planta núm.156, la MMZ o moskovskiy mashinostroltel'nyy zavod, en rus planta de maquinària de Moscou. L'any 1961, 18 prototips més es fabricarien a Voronezh.
Els vols de prova a la fàbrica es van completar segons el previst, el setembre del 1961. Les proves estatals començarien immediatament després, i s'allargarien fins al desembre del 1963, recomanant l'acceptació del sistema. El 23 de maig del 1964 el consell de ministres soviètic va emetre la directiva núm.444-178, fent entrar el Tu-123 en servei. La resta de models, fins a 52 unitats, van ser produïts a Voronezh entre 1964 i 1972, tot i que alguns elements de l'estació de control terrestre es van fabricar a Kramatorsk, Kursk, Khàrkiv i Tiumén.

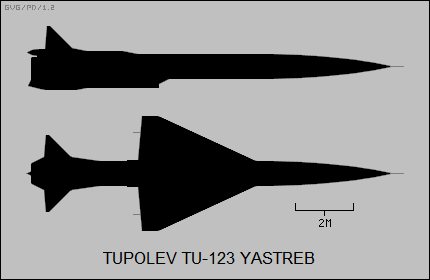
Projeccions dièdriques d'un Túpolev Tu-123.

## Servei
El DBR-1 era un dron dissenyat per dur a terme reconeixement de llarg abast de sitges de míssils, aeròdroms, bases navals i ports, indústria militar, concentracions de tropes i defenses antiaèries. En cas d'usar armament nuclear, biològic o químic (NBQ) també s'hauria usat per analitzar-ne els efectes i detectar senyals de ràdio d'unitats supervivents.
Els Tu-123 van equipar tres esquadrons, estacionats a Ucraïna, Belarús i Letònia. Cada esquadró disposava de sis llançadores/estacions de control i dotze drons. El sistema era car d'operar, ja que cada missió implicava la pèrdua de la major part de l'aeronau. Per solucionar-ho es va estudiar fer un model totalment reutilitzable a la dècada dels 60, anomenat DBR-2 o Tu-139, però mai va arribar a la fase de producció. Finalment, els Tu-123 serien retirats a principis dels 80; sent substituïts pels MiG-25, que podien dur a terme les mateixes tasques sent reutilitzables i podent transportar armament.
Tot i que els Tu-123 eren controlats per soldats de la Força Aèria Soviètica les operacions eren dirigides pel GRU, el servei d'intel·ligència militar soviètic. Les missions que van dur a terme són poc clares, tot i que alguns desertors soviètics asseguren que els Yastreb-1 van sobrevolar Espanya, França, el Regne Unit i la Xina.

## Característiques
El dron Tu-123, amb tot l'equipament de reconeixement, i l'estació de control terrestre estaven muntats a un camió militar 8x8 MAZ-537 i un tràiler llançador SURD-1. Aquest conjunt era molt mòbil i oferia una gran autonomia per llançar l'UAV des d'un lloc i marxar ràpidament, sent així menys vulnerable a míssils enemics o atacs aeris. Tampoc no es necessitava cap estructura permanent, com un aeròdrom, i es podia fer servir en qualsevol moment del dia i sota qualsevol condició climatològica sempre que el vent no excedís els 15 m/s.

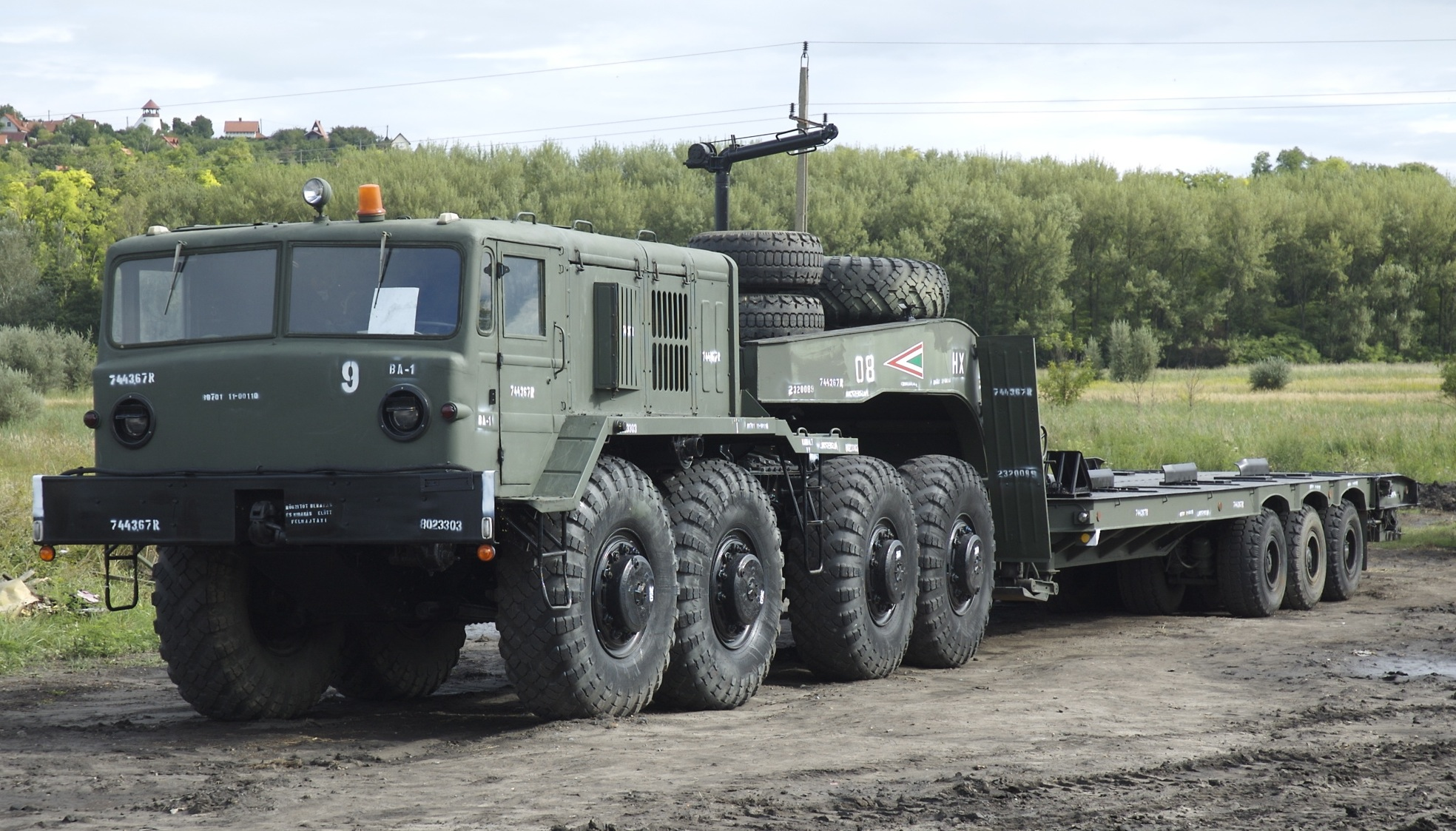
Per transportar els Tu-123 es feien servir camions MAZ-537, inicialment dissenyats per arrossegar míssils balístics.

Durant una missió, el Tu-123 es col·locava a la llançadora i tots els sistemes eren comprovats. A continuació, es carregava el programa de vol amb el recorregut pel pilot automàtic. Un cop a punt, la rampa s'elevava a 12n. i començava l'acceleració fins a uns 5-6 g, amb el motor principal i l'ajuda d'uns acceleradors de combustible sòlid. Cinc segons després de l'enlairament, els acceleradors se separaven i el Yastreb-1 continuava guanyant velocitat amb el motor principal i la cambra de postcombustió. Després de nou segons, una guia per introduir més aire al motor també s'ejectava. A partir d'aleshores el Tu-123 seguia ascendint fins a l'alçada indicada al pla de vol, que també gestionava l'encesa de les càmeres i el transponedor d'identificació amic-enemic SORD-1. Un cop s'havia dut a terme la missió, el DBR-1 feia mitja volta i es dirigia a la zona designada per ejectar el morro. Quan es trobava a una distància de 400–500 km del lloc de llançament, el sistema de retorn s'activava. Un radar de cerca P-30 o P-35 detectava i identificava l'aeronau, aleshores un altre radar PKRD-1RLS el rastrejava mentre el mòdul de guiatge SAN-102 transmetia una senyal xifrada al sistema de control RU-6M del Tu-123 per alterar-ne la ruta i decidir el punt de caiguda. Havent arribat al lloc indicat, s'enviava un altre comandament per apagar el motor, llançar el combustible restant i començar un ascens per reduir velocitat. La següent transmissió feia que es desplegués el paracaigudes del darrere del fuselatge per frenar-lo encara més. Després d'això un mecanisme de retard a bord del Tu-123 alliberava les fixacions del morro i desplegava el paracaigudes principal. Mentre el morro queia, el tren d'aterratge, compost per quatre cames, es desplegava pneumàticament per amortir la caiguda. El radar PKRD-1 continuava rastrejant el morro durant la caiguda, determinant la seva ubicació amb un marge d'error de 100 m. Mentrestant, la part del darrere del fuselatge continuava caient, frenada lleugerament pel paracaigudes posterior, però al final acabava estavellant-se contra el terra quedant inservible. Un cop el morro era a terra se'n podia recuperar la informació i reutilitzar-lo en altres missions, fent servir un nou propulsor.
Al morro, el Tu-123 duia equipament d'intel·ligència fotogràfica (PHOTINT), que podia funcionar de dia, i electrònica (ELINT), que servia de dia i de nit. L'aeronau podia recollir fotografies d'una àrea de 60–80 km d'ample i 2.700 km de llarg a escala 1/100.000 o d'una àrea de 40 x 1.400 km a escala 1/20.000. L'equipament electrònic recollia dades de fins a 390 km a la rodona del dron. Tots aquests sistemes anaven encapsulats al morro de l'aeronau, que es podia separar de la resta del vehicle aeri no tripulat, caure en paracaigudes i fer-se servir múltiples vegades. Depenent del número i tipus de càmeres, un sol Tu-123 podia cobrir una àrea de 56.000 o 100.000 km² en una sola sortida; en comparació, un Yak-28 estava limitat a 4.530 km² i un Tu-16 a 5.600 km². A més a més, el Yastreb-1 era menys vulnerable al foc enemic gràcies a les menors dimensions i major velocitat, podia operar en entorns contaminats i la tripulació no patia els efectes psicològics d'endinsar-se a territori hostil. Per altra banda, era més car d'operar, ja que no era un UAV reutilitzable, la ruta no es podia canviar a mig vol i tampoc es podia descarregar la informació en temps real.

### Fuselatge
El fuselatge era semi-monocasc amb superfícies posttesades amb una elevada ràtio de finor. La secció transversal variava de circular, a la part frontal, a el·líptica, a la zona d'entrada d'aire, tornant a circular al darrere de l'aeronau, amb un diàmetre més gran. El fuselatge del Yastreb-1 estava dividit en dues grans seccions, amb una divisió al bastidor 15, que s'unien amb actuadors pneumàtics. Per altra banda estructuralment estava dividit en tres parts.
La part recuperable frontal pesava uns 2.800 kg i contenia tot l'equipament de navegació i reconeixement. Estructuralment el morro estava dividit en tres parts, que es podien separar per manteniment o per recuperar les pel·lícules fotogràfiques. La badia de l'equipament estava pressuritzada, i es regulava gràcies a un tub de Pitot al con frontal. Per prevenir desperfectes a l'equipament, tot el morro se solia emmagatzemar i transportar en un semi-tràiler especial amb aire condicionat, i només es muntava abans del llançament.
Al centre hi anaven els dipòsits de combustible, seguits per una altra badia pressuritzada, amb equipament de navegació, i també al centre hi havia el sistema de climatització amb un dipòsit d'aigua desionitzada per refredar els actuadors de les superfícies de control. A sota del centre hi havia una entrada d'aire supersònica semicircular. Durant el llançament estava parcialment coberta per una guia de flux anular, per a velocitats subsòniques, que s'ejectava segons després del llançament.
La part posterior substituïble acomodava el motor, la resta dels dipòsits de combustible, part del sistema de navegació i el paracaigudes de frenada, situat sobre la tovera.

### Ales i cua
La configuració era d'ala en delta, amb un caire d'atac diagonal a 67º i un caire de sortida recte a -2n.. El perfil alar era molt prim, amb un caire d'atac extremadament punxegut. Al caire de sortida hi havia uns petits strakes, pel costat inferior, a uns dos terços de l'ala. Les ales eren estructures d'una sola peça, fixades a la part del darrere del fuselatge amb cargols recoberts per un carenat desmuntable. A les ales no hi havia cap actuador.
La cua estava composta de 3 estabilitzadors, tots amb actuadors electrohidràulics refrigerats amb aigua desionitzada per protegir-los de la calor produïda a la cambra de postcombustió. També hi havia un strake centrat just a sota del motor, per millorar l'estabilitat direccional.

### Motor i acceleradors
El motor principal del Tu-123 era el mateix que s'havia dissenyat pel míssil 121, un Tumanskiy KR15-300. L'empenyiment podia variar entre els 10.000 o 15.000 quiloponds, depenent de la cambra de postcombustió. Tot el combustible es transportava en tres dipòsits interns, al centre del fuselatge, carregant un total de 19.000 litres.
Per altra banda, durant el llançament, el Yastreb-1 estava assistit per dos acceleradors PRD-52 de combustible sòlid. Aquests coets afegien un impuls addicional de 75.000 quiloponds, i s'ejectaven un cop s'arribava a velocitat supersònica.

### Sistema de control i equipament
El pilot automàtic APRD-1, situat vora el motor, permetia volar seguint una ruta preprogramada. Per corregir qualsevol desviació de la trajectòria es feia servir un sensor de deriva Doppler SNRD-1, que anava al morro.
La resta d'equipament, també al frontal, consistia en: una càmera AFA-41/20M, tres càmeres AFA-54/100M, un exposímetre SUZ-RE, un detector de radars enemics SRS-6RD Romb-4A, un transponedor SO-12U ATC/SIF i una balisa Peleng-Ya. A la badia pressuritzada del darrere hi havia l'identificador amic-enemic SORD-1, el control remot RU-6M, i el mesurador de distància SOD-3.

## Variants
Tot i que es van dissenyar fins a sis variants del Tu-123, cap es va acabar duent a terme:
- 123M, o Yastreb-M, un prototip per servir com a blanc de tir.
- 123P, o Yastreb-P, una variant que s'hauria pogut recuperar però que era tripulada, el sufix P és de piloteeruyemyy (que en rus significa pilotat). Va servir de base pel disseny del Túpolev Tu-139, un dron recuperable.
- 123 impulsat nuclearment. Un projecte ambiciós que proposava substituir el motor del DBR-1 per un turboreactor nuclear. Semblant a molts projectes dels 60s no va passar de la fase de proposta.
- 123 de reconeixement ràpid. Una altra proposta que no va progressar, en aquest cas l'objectiu era augmentar la velocitat fins a Mach 3 o 4.
- Míssil 123. Aquesta variant preveia engrandir el morro per allotjar-hi una càrrega explosiva i fer-se servir com a míssil no tripulat.
- Míssil de creuer aeri 123. El buró de Túpolev també va considerar la possibilitat de fer servir el DBR-1 com a míssil llançat des d'un bombarder, amb un abast màxim teòric de 12.000 km. Altre cop, la idea no va superar la fase de proposta.